# Нортгемптон (округ, Вірджинія)
Шаблон:StateAbbr_ 37°18′03″ пн. ш. 75°55′43″ зх. д. / 37.30078° пн. ш. 75.92854° зх. д.
Округ  Нортгемптон (англ. Northampton County) — округ (графство) у штаті  Вірджинія, США. Ідентифікатор округу 51131.

## Демографія
За даними перепису 2000 року загальне населення округу становило 13093 осіб, усе сільське. Серед мешканців округу чоловіків було 6126, а жінок — 6967. В окрузі було 5321 домогосподарство, 3546 родин, які мешкали в 6547 будинках. Середній розмір родини становив 2,94.
Віковий розподіл населення поданий у таблиці:
| Стать    | До 15 років | 15-21 | 22-29 | 30-39 | 40-49 | 50-65 | 65-85 | Понад 85 |
| -------- | ----------- | ----- | ----- | ----- | ----- | ----- | ----- | -------- |
| Чоловіки | 1231        | 621   | 442   | 656   | 957   | 1030  | 1088  | 101      |
| Жінки    | 1247        | 541   | 492   | 787   | 1062  | 1256  | 1331  | 251      |

## Суміжні округи
- Аккомак — північ
- Вірджинія-Біч — південь

## Виноски
1. ↑  U.S. Decennial Census. United States Census Bureau. Архів оригіналу за 19 липня 2018. Процитовано 4 січня 2014.
2. ↑  Historical Census Browser. University of Virginia Library. Архів оригіналу за 11 серпня 2012. Процитовано 4 січня 2014.
3. ↑  Population of Counties by Decennial Census: 1900 to 1990. United States Census Bureau. Архів оригіналу за 15 грудня 2013. Процитовано 4 січня 2014.
4. ↑  Census 2000 PHC-T-4. Ranking Tables for Counties: 1990 and 2000 (PDF). United States Census Bureau. Архів оригіналу (PDF) за 18 грудня 2014. Процитовано 4 січня 2014.
5. ↑  State & County QuickFacts. United States Census Bureau. Архів оригіналу за 7 червня 2011. Процитовано 4 січня 2014.(англ.) Наведено за англійською вікіпедією.
6. ↑  American FactFinder. Бюро перепису населення США. Архів оригіналу за 26 лютого 2012. Процитовано 31 січня 2008.

| США | Це незавершена стаття з географії США. Ви можете допомогти проєкту, виправивши або дописавши її. |